# Bentonia
Bentonia és una població dels Estats Units a l'estat de Mississipi. Segons el cens del 2000 tenia 500 habitants.

## Demografia
Segons el cens del 2000, Bentonia tenia 500 habitants, 203 habitatges, i 130 famílies. La densitat de població era de 140,9 habitants per km².
Dels 203 habitatges en un 29,6% hi vivien nens de menys de 18 anys, en un 38,9% hi vivien parelles casades, en un 21,7% dones solteres, i en un 35,5% no eren unitats familiars. En el 33,5% dels habitatges hi vivien persones soles el 16,3% de les quals corresponia a persones de 65 anys o més que vivien soles. El nombre mitjà de persones vivint en cada habitatge era de 2,46 i el nombre mitjà de persones que vivien en cada família era de 3,15.
Per edats la població es repartia de la següent manera: un 25,2% tenia menys de 18 anys, un 7,8% entre 18 i 24, un 25,6% entre 25 i 44, un 23,8% de 45 a 60 i un 17,6% 65 anys o més.
L'edat mediana era de 40 anys. Per cada 100 dones de 18 o més anys hi havia 76,4 homes.
La renda mediana per habitatge era de 21.458 $ i la renda mediana per família de 39.583 $. Els homes tenien una renda mediana de 28.000 $ mentre que les dones 26.875 $. La renda per capita de la població era de 12.440 $. Entorn del 23,3% de les famílies i el 27,4% de la població estaven per davall del llindar de pobresa.

## Poblacions més properes
El següent diagrama mostra les poblacions més properes.